# كامشاد كوشان
كامشاد كوشان (بالإنجليزية: Kamshad Kooshan)‏ مواليد 19 ديسمبر 1962، هو ممثل بدأ مسيرته الفنية عام 1984.

## روابط خارجية
- كامشاد كوشان على موقع IMDb (الإنجليزية)
- كامشاد كوشان على موقع كينوبويسك (الروسية)